# Пантеліс Карасевдас
Пантеліс Карасевда́с (грец. Παντελής Καρασεβδάς; 1877, Астакос — 14 березня 1946, Агрініон) — грецький стрілець, чемпіон літніх Олімпійських ігор 1896. Пантеліс був членом команди Panachaikos Gymnastikos Syllogos, яка в 1923 разом з Gymnastiki Etaireia Patron створили футбольний клуб Панахаїкі. Карасевдас взяв участь у літніх Олімпійських іграх 1896 в Атенах.

## Кар'єра
Карасевдас взяв участь в трьох змаганнях = стрільба з армійської гвинтівки на 200 та 300 м і армійського пістолету на 25 м. В першій дисципліні він посів перше місце, набрав 2350 балів. В наступній він зайняв п'яте місце, проте невідомий його точний результат.
1. ↑  https://www.sports-reference.com/olympics/athletes/ka/pantelis-karasevdas-1.html